# Ben Cristovao
Ben Cristovao (művésznevén Benny Cristo) (Plzeň, 1987. június 8. – ) cseh énekes és sportoló angolai felmenőkkel. Ő képviselte volna Csehországot a 2020-as Eurovíziós Dalfesztiválon, majd képviselte ténylegesen 2021-ben.

## Zenei karrierje
2009-ben jelentkezett a cseh-szlovák Idol első évadába, ahol a legjobb hét előadó közé jutott. Egy évre rá megjelent első stúdióalbuma Definitely Different címmel. 2020. január 13-án a cseh televízió bejelentette, hogy Ben egyike annak a hét előadónak akik bejutottak a Eurovision Song CZ nevű online nemzeti döntőbe. Versenydala, a Kemama január 20-án jelent meg, amely a február 3-án rendezett döntőt megnyerte, ami azt jelenti ő képviseli hazáját a következő Eurovíziós Dalfesztiválon.
A dalt az előzetes sorsolás alapján először a május 14-i második elődöntő első felében adták volna elő, azonban március 18-án az Európai Műsorsugárzók Uniója bejelentette, hogy 2020-ban nem tudják megrendezni a versenyt a COVID–19-koronavírus-világjárvány miatt. A cseh műsorsugárzó jóvoltából az énekes lehetőséget kapott az ország képviseletére a következő évben egy új versenydallal. 2021. február 14-én vált hivatalossá a dal címe, míg a versenydalt február 16-án mutatták be a dalfesztivál hivatalos YouTube-csatornáján.
Az Eurovíziós Dalfesztiválon a dalt először a május 20-án rendezett második elődöntőben adják elő, a fellépési sorrendben harmadikként.

## Sportolói karrierje
Zenélés mellett sportolással is foglalkozik Brazil dzsúdzsucuzik. 2016. szeptember 10-én bronzérmes lett egy fehéröves versenyen, míg november 20-án aranyérmet szerzett a madridi Openen.

## Diszkográfia

### Stúdióalbumok
- Definitely Different (2010)
- Benny Cristo (2011)
- Made in Czecholovakia (2014)
- Posledni (2017)
- Live Ben (2019)
- Kontakt (2019)

### Kislemezek
- Ironben (2015)
- Tabu (2015)
- Pure Girl (2016)
- Penny (2016)
- Mowgli (2018)
- Smitko (2018)
- Naha (2018)
- Rekviem (2018)
- Aleiaio (2019)
- Kemama (2020)
- Šílený (2020)
- Ledová (2021)
- Omaga (2021)

### Együttműködések
- Be Mine (2014, Ezyway)
- Těžký Váhy (2014, Cavalier)
- Nemůžu si dovolit (2014, Cavalier)
- #UTEBEBEJ (2014, Annet Charitonova)
- #ŽIJUPROTO (2015, Cavalier)
- Asio (2016, The Glowsticks)
- Food Revolution Day (2016, Neny & Reginald)
- Tv Shows (2017, Sofian Medjmedj)
- Padam (2018, Mária Čírová)
- Stories (2019, Reginald & The Glowsticks)